# Lynne McGranger
Lynne McGranger (Paddington, Sídney, 29 de enero de 1953) es una actriz australiana, especialmente conocida por interpretar a Irene Roberts en la serie australiana Home and Away. Irene es uno de los personajes más queridos del público.

## Biografía
Antes de convertirse en actriz fue maestra de primaria. En 1975 Lynne se graduó del Riverina College of Advanced Education (Escuela Riverina de Educación Superior), en Wagga Wagga, Nueva Gales del Sur. Entre 1982 y 1983 estudió actuación, voz, danza, mimo y gimnasia en Penrith's Q Theatre.
En 1984 Lynne conoció el mánager Paul McWaters, poco después la pareja se casó y tienen una hija juntos Clancy McWaters. 

## Carrera
Lynne ha aparecido en varias series y obras australianas. A finales de la década de 1980 y a principios de 1990 fue miembro del grupo de comedia "The Natural Normans" ("Australia's leading drag kings"), junto a Denise Scott, Sally Anne Upton y Lynda Gibson. En 1990 obtuvo un pequeño papel en la serie The Flying Doctors. También ha aparecido en el telefilm Unit 64, en la serie Seven Deadly Sins y en Skytrackers.
Lynne se presenta regularmente en pantomimas alrededor del Reino Unido en Navidad. En enero del 2007 interpretó al Hada Madrina en Cenicienta.
En 1992 se unió al elenco de la exitosa serie australiana Home and Away como invitada donde interpretó a la alcohólica Irene Roberts, en agosto de 1993 se volvió uno de los personajes principales, papel que interpreta hasta la actualidad. Irene ahora una alcohólica rehabilitada se ha convertido en una persona encantadora y madre adoptiva para los jóvenes que lo necesitan. Por su interpretación ha sido nominada a varios premios logie, entre otros. Lynne es el segundo miembro del elenco con más larga duración en el programa. 
A finales de agosto del 2014 se anunció que Lynne participaría en la decimocuarta temporada del programa de baile australiano Dancing with the Stars.
El 9 de diciembre de 2015 apareció en el especial "Home and Away: An Eye for An Eye" donde interpretó nuevamente a Irene Roberts. Lynne aparecerá en el segundo especial de la serie titulado "Home and Away: Revenge" el cual será estrenado el 19 de diciembre de 2016 y en el tercer especial titulado "Home and Away: All or Nothing", el cual será estrenado el 26 de enero de 2017.

## Filmografía

### Series de televisión
| Año             | Serie              | Personaje     | Notas                 |
| --------------- | ------------------ | ------------- | --------------------- |
| 1992 - presente | Home and Away      | Irene Roberts | 2,021 episodios       |
| 1994            | Sky Trackers       | -             | episodio "The Beast"  |
| 1993            | Seven Deadly Sins  | -             | miniserie             |
| 1990            | The Flying Doctors | -             | episodio "A New Life" |

### Películas
| Año  | Título                           | Personaje     | Notas |
| ---- | -------------------------------- | ------------- | --- |
| 2017 | Home and Away: All or Nothing    | Irene Roberts | junto a Nicholas Westaway, Dan Ewing, Diarmid Heidenreich, Kyle Pryor, George Mason y Lisa Gormley          |
| 2016 | Home and Away: Revenge           | Irene Roberts | junto a Dan Ewing, Diarmid Heidenreich, Lisa Gormley, Kyle Pryor, George Mason y Nicholas Westaway          |
| 2015 | Home and Away: An Eye for An Eye | Irene Roberts | junto a Dan Ewing, Nicholas Westaway, Diarmid Heidenreich, Lisa Gormley, Isabella Giovinazzo y George Mason |

### Apariciones
| Año             | Programa               | Notas       |
| --------------- | ---------------------- | ----------- |
| 2014 - presente | Dancing with the Stars | concursante |

### Teatro&Pantomima
| Año  | Obra                        | Personaje         | Director        | Teatro                       | Notas                                               |
| ---- | --------------------------- | ----------------- | --------------- | ---------------------------- | --------------------------------------------------- |
| 2008 | Jack And The Beanstalk      | The Fairy         | -               | Lyceum Theatre               | junto a Fazer Hines, Kerry Hewell y Kevin McGreevy  |
| 2007 | Honey                       | Madre             | Gael Ballantyne | Parramatta Riverside Theatre | junto a Daniel Belle, Jonathan Chan y Anna Crawford |
| -    | How the Other Half Loves    | Theresa           | -               | Q Theatre                    | -                                                   |
| -    | As You Like It              | Rosalind          | -               | Q Theatre                    | -                                                   |
| 2006 | Cinderella                  | Fairy Godmother   | -               | Theatre Royal                | junto a James Crossley y Sophie McDonnel            |
| -    | Aladdin                     | Genie of the Lamp | -               | -                            | -                                                   |
| -    | Shakespeare's Twelfth Night | -                 | -               | -                            | -                                                   |
| 2004 | The Lover                   | Sarah             | Fiona Press     | Q Theatre                    | junto a Bill Conn y Andrew Broderick                |
| -    | West Side Story             | Anita             | -               | -                            | -                                                   |
| -    | Bye Bye Birdie              | Rose              | -               | -                            | -                                                   |

## Premios y nominaciones
| Año  | Categoría            | Premio            | Serie         | Resultado |
| ---- | -------------------- | ----------------- | ------------- | --------- |
| 2017 | Best Daytime Star    | Inside Soap Award | Home and Away | Nominada  |
| 2016 | Best Daytime Star    | Inside Soap Award | Home and Away | Nominada  |
| 2010 | Most Popular Actress | Logie Award       | Home and Away | Nominada  |
| 2009 | Funniest Performance | Inside Soap Award | Home and Away | Nominada  |